# Aphidius confusus
Aphidius confusus är en stekelart som beskrevs av William Harris Ashmead 1889. Aphidius confusus ingår i släktet Aphidius och familjen bracksteklar. Inga underarter finns listade i Catalogue of Life.